# تک‌همسری (فیلم)
«تک‌همسری» (انگلیسی: Monogamy (film)) یک فیلم به کارگردانی دانا آدام شاپیرو است که در سال ۲۰۱۰ منتشر شد. از بازیگران آن می‌توان به کریس مسینا و رشیدا جونز اشاره کرد.